# VECTOR 450 Track
VECTOR 450 Track (Вектор 450 Track) — российский гусеничный зерноуборочный комбайн серии VECTOR. Разработан и создан группой компаний Ростсельмаш в 2011 году. Запущен в серию в 2012 году. Предназначен для работы на неудобных, малоудобных и переувлажнённых полях фермерских хозяйств Дальнего Востока России и рисосеющих регионов. Производится в Ростове-на-Дону. Является комбайном нового поколения. Его выпуск — «первый опыт создания подобной техники в постсоветской России».
Гусеничный ход для комбайна VECTOR 450 Track отмечен золотой медалью конкурса инноваций, проходившего в рамках международной специализированной выставки сельхозтехники Агросалон (2014).

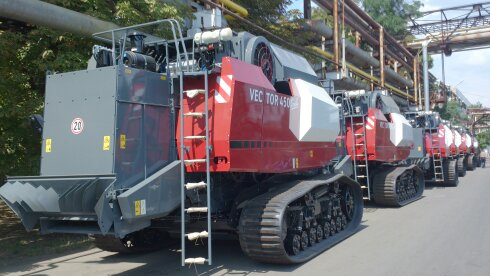
Комбайны VECTOR 450 Track (без жаток).
Готовая продукция Ростсельмаш

## Основные особенности ходовой части
- Применена упруго-балансирная подвеска (позволяет копировать неровности поля высотой до 250 мм без изменения высоты среза убираемой культуры).
- Низкое расположение переднего колеса и его подпружинивание (обеспечивает минимальное удельное давление на почву при движении по полю, и снижению износа гусениц при движении по дороге: при пустом зерновом бункере колесо находится в верхнем положении, при котором пятно контакта с поверхностью минимально; при заполнении бункера колесо опускается, и пятно контакта увеличивается на 20 %, до максимального значения)[9][10][11].